# Julius Beck
Herman Julius Beck, född omkring 1810, död 9 augusti 1858, var en dansk trädgårdsmästare.
Beck var först elev hos, den främst som köksträdgårdsmästare kända, F. Døllner på Vallø och därefter under Wolff i Frederiksbergs slottsträdgård, där han 1829, vid omkring 19 års ålder, avlade trädgårdsexamen. Han anställdes som medhjälpare i Rosenborgs slottsträdgårdar, där han avancerade till underträdgårdsmästare, i vilken post han verkade till sin död. Under tiden september 1848 till var han tillförordnad föreståndare för trädgårdarna efter slottsträdgårdsmästare Jens Peter Petersens bortgång. Beck hade mycket god kännedom om frukt- och växtodling, men saknade vetenskaplig kunskap. Som sträng, men välvillig praktisk handledare utövade han gott inflytande på många av dem, som under hans tid utbildades i Rosenborgs trädgårdar.